# Endochironomus subtendens
Endochironomus subtendens är en tvåvingeart som först beskrevs av Henry Keith Townes, Jr. 1945.  Endochironomus subtendens ingår i släktet Endochironomus och familjen fjädermyggor. Inga underarter finns listade i Catalogue of Life.